# Ahrens AR 124
Die Ahrens AR 124 ist ein Segelflugzeug des US-amerikanischen Herstellers Ahrens Aircraft Corporation.

## Geschichte
Die Entwicklungsarbeiten an der AR 124 begannen 1974. Der Prototyp flog noch im selben Jahr. Drei Prototypen wurden gebaut, wobei der dritte der Serienversion entsprechen sollte. Obwohl die Entwicklungsarbeiten sehr weit fortgeschritten waren – der dritte Prototyp flog 1975 und geplant war, ab 1979 erste Flugzeuge auszuliefern – wurden die Arbeiten zugunsten der Ahrens AR 404 eingestellt.

## Konstruktion
Die AR 124 war ein einsitziges Segelflugzeug, das aus einem Aluminiumrahmen mit bündig vernieteter Aluminiumbeplankung bestand. Der freitragende Schulterdecker hatte einen elliptischen Rumpfquerschnitt, ein T-förmiges Leitwerk sowie eine einteilige Kabinenhaube. Die Maschine besaß ein Tandemfahrwerk, wobei ein Rad unter dem Rumpf und eines am Heck angebracht war.

## Technische Daten
| Kenngröße             | Daten                       |
| --------------------- | --------------------------- |
| Besatzung             | 1                           |
| Länge                 | 6,10 m                      |
| Spannweite            | 13 m                        |
| Höhe                  | 1,57 m                      |
| Flügelfläche          | 135 ft² (12,54 m²)          |
| Flügelstreckung       | 13,5                        |
| Gleitzahl             | 26 bei 111 km/h             |
| Geringstes Sinken     | ?                           |
| Leermasse             | 350 lb (ca. 160 kg)         |
| max. Startmasse       | 640 lb (290 kg)             |
| Höchstgeschwindigkeit | 180 mph (290 km/h) 290 km/h |